# Antepipona concors
Antepipona concors  (лат.) — вид одиночных ос рода  Antepipona (Eumeninae).

## Распространение
Южная Азия: Индия.

## Описание
Мелкие осы: длина самок 7 мм, самцы — от 6 до 6,5 мм. Основная окраска желтовато-чёрная. Задняя часть метанотума (заднещитинка) килевидная, обрывистая, с двумя возвышающимися бугорками или зубцами. 1-й сегмент брюшка лишь немного уже 2-го, не стебельчатый. Первый тергит брюшка без поперечного валика, равномерно выпуклый. Вторая радиомедиальная ячейка крыла не стебельчатая. Голени средних ног с одной шпорой. Представители рода Antepipona гнездятся в земле, взрослые самки охотятся на гусениц бабочек, которыми питаются их личинки.